# Fredrik Strömberg
Carl Fredrik Strömberg, född 14 juli 1968, är en svensk författare, forskare, journalist och pedagog, med konstformen tecknade serier som specialområde. Han är sedan 1997 chefredaktör för tidskriften Bild & Bubbla. Åren 1997–2017 var han ordförande för Seriefrämjandet. År 2022 disputerade han på en doktorsavhandling om serier och Mellanöstern.

## Biografi
Strömberg inledde sin yrkeskarriär i början av 1990-talet som krönikör för Arbetet Nyheterna och Bild & Bubbla. Som frilansjournalist har han bland annat skrivit om serier för fack- och branschpress som The Comics Journal, International Journal of Comic Art, Sarjainfo, Strip! och Stripschrift och Svensk Bokhandel. Hans texter har även synts i ett antal större svenska dagstidningar.
Sedan år 2000 är Strömberg kursansvarig för Serieskolan i Malmö. Skolan fungerar som en flerårig vuxenutbildning och har utexaminerat serieskapare som Kim W. Andersson, Natalia Batista, Malin Biller, Åsa Ekström, Coco Moodysson och Liv Strömquist.
Strömberg arbetar som föredragshållare om tecknade serier. Han har även hållit författarsamtal med serieskapare som Guy Delisle, Dan Jippes, Peter Madsen och Don Rosa. Han verkar även som kurator för utställningar om serier och har i den rollen skapat utställningar som Life is not for Amateurs – August Strindberg interpreted by Swedish Comics Artists – som visatss på Festival international de la bande dessinée i Angoulême och på Svenska huset i Paris. Strömbergs produktion Sie commen! … mit neuen comics har bland annat visats på Sveriges ambassad i Berlin.

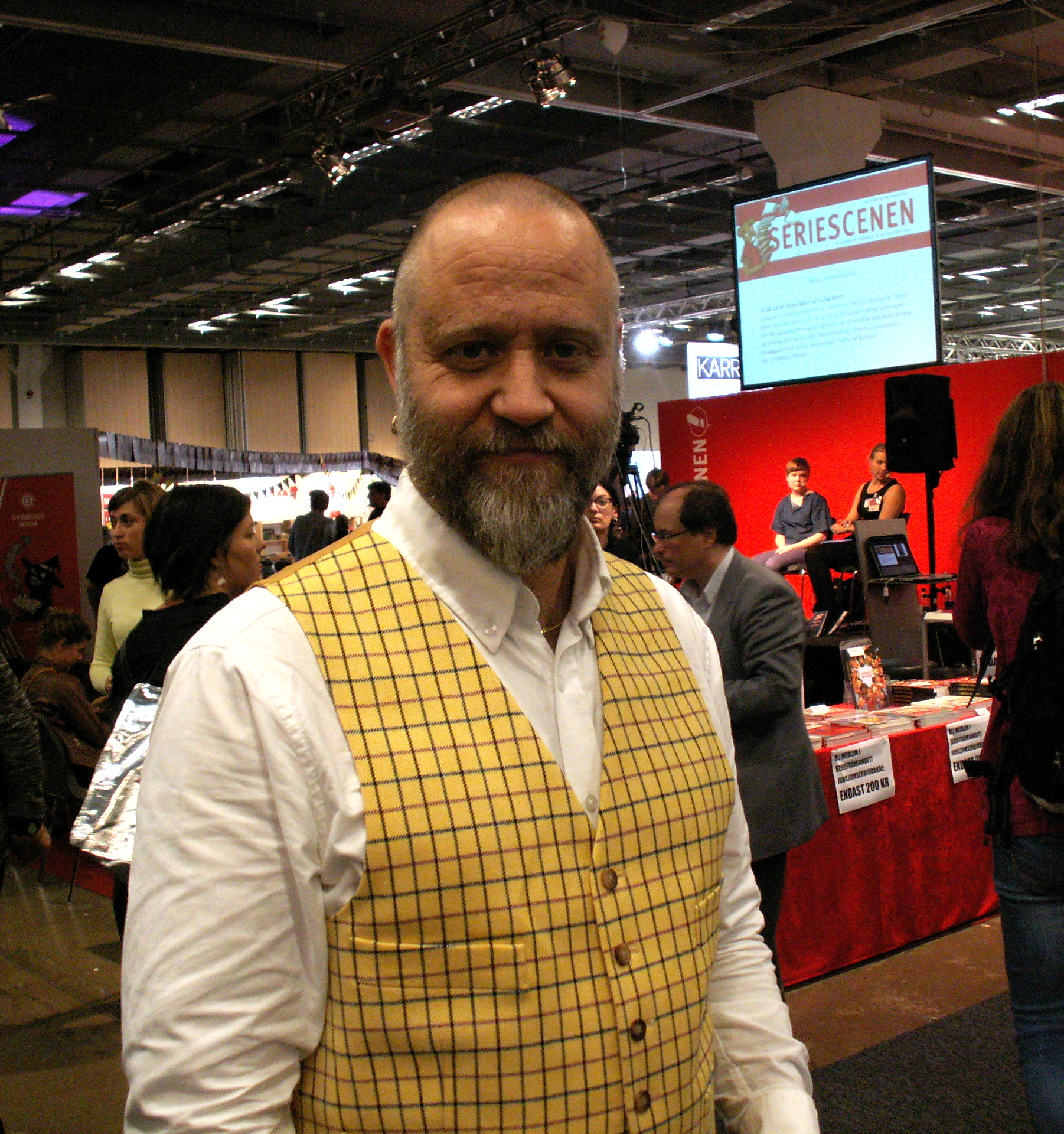
Fredrik Strömberg på Bokmässan i Göteborg 2014.

### Seriefrämjandet
Fredrik Strömberg var åren 1997–2017 ordförande för den ideella och rikstäckande föreningen Seriefrämjandet; mellan 2013 och 2015 var han även verksamhetsledare för föreningen. Han är sedan 1997 chefredaktör för föreningens tidskrift Bild & Bubbla, och mellan 1994 och 2021 var han även medlem i Urhundenjuryn.
Strömberg var aktiv i det arbete som 2006 resulterade i etablerandet av Seriecenter i Malmö. Han deltog även i arbetet för att Seriefrämjandet 2013 skulle bli en officiell centrumbildning med ansvar för tecknade serier.
Han har i Seriefrämjandets regi organiserat ett antal olika projekt med syfte att marknadsföra svensk seriekultur internationellt. Det har bland annat resulteterat i officiella montrar och författarsamtal på seriefestivaler i Frankrike, Kanada och USA.

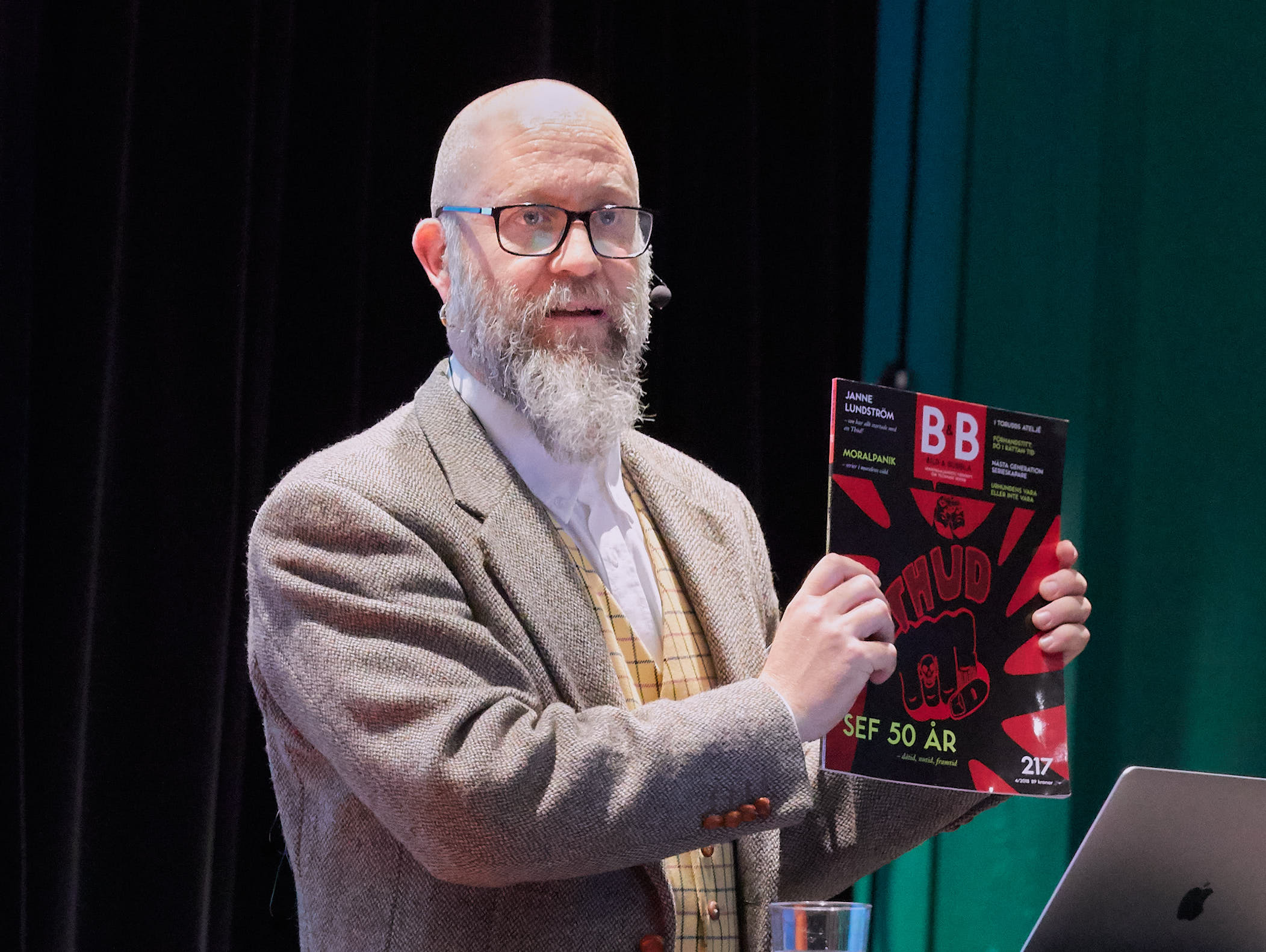
Fredrik Strömberg 2018, i samband med Seriefrämjandets 50-årsfirande.

Strömberg var 2003 med och skapade Svenskt Seriearkiv, en institution för bevarande och förmedlande av seriernas historia. Verksamheten bytte 2022 namn till Seriearkivet och blev då en egen förening, med Strömberg som dess första ordförande.

### Författarskap
1999 debuterade Strömberg som författare med boken 100 oumbärliga seriealbum. Han har sedan dess skrivit, och ofta formgivit, ett tiotal böcker utgivna på flera olika språk.
Strömberg utgår ofta från hur olika kulturella fenomen avspeglas i den tecknade serien i sina böcker. Detta perspektiv har inkluderat ämnen som rasism (Black Images in the Comics, Jewish Images in the Comics), religion (The Comics go to Hell), propaganda (Comic Art Propaganda) eller orientalism (Comics and the Middle East).
Boken Black Images in the Comics, utgiven av Fantagraphics i USA, nominerades till en Eisner Award.

### Forskning
Strömberg är utbildad civilekonom vid Lunds universitet 1995 samt gymnasielärare vid Lärarhögskolan i Malmö 1996). Han inledde 2003 sin forskarbana med att skriva uppsatserna Vad är tecknade serier? – en begreppsanalys. Fyra år senare kom Manga! Japanska serier och skaparglädje. Båda böckerna har även givits ut i bokform.
2010 deltog han i grundandet av NNCoRE (Nordic Network for Comics Research), en intresseorganisation för akademiker i Norden som forskar om tecknade serier. 2011 var Strömberg en av grundarna av SJoCA (Scandinavian Journal of Comic Art), en engelskspråkig akademisk nättidskrift om tecknade serier i Norden.
Strömberg har suttit som svensk representant i styrgrupper för ett antal internationella akademiska tidskrifter. Dessa inkluderar Journal of Graphic Novels and Comics, European Comic Art och International Journal of Comic Art.
Han disputerade 2022 på Malmö universitet med inriktning på medie- och kommunikationsvetenskap. Hans doktorsavhandling Comics and the Middle East – Representation, Accommodation, Integration fokuserar på relationen mellan konstformen tecknade serier och kulturer i Mellanöstern.

### Övriga aktiviteter
Strömberg har vid ett tiotal gånger deltagit i vinnande lag i Comiquiz, det nordiska mästerskapet i seriekunskap. Pappa Ralf i strippserien Gökboet har lånat en del av Fredrik Strömbergs utseende och personlighet.

## Privatliv
Fredrik Strömberg är gift med Hanna Strömberg, skaparen av den syndikerade dagsstrippen Gökboet.

## Priser och utmärkelser
- 2007 – Region Skånes kulturstipendium[28]
- 2021 – Malmö stads stipendium för värdefulla insatser[29]
- 2023 – Svensk Mediehistorisk Förenings stipendium[30]